# Anjou-Inseln
Als Anjou-Inseln, häufig auch Anschuinseln, (russisch Острова Анжу, wiss. Transliteration Ostrova Anžu, jakutisch Анжу арыылара, Anzhu aryylara) wird die zentrale Inselgruppe der zu Russland gehörenden Neusibirischen Inseln bezeichnet.
Die Hauptinsel ist Kotelny (Остров Котельный), die mit 11.665 km² größte Insel der Neusibirischen Inseln, die über das Bungeland (6.200 km²) fallweise mit der Faddejewski-Insel (Остров Фаддеевский, 5.300 km²) verbunden ist. Weitere Inseln sind Neusibirien (Новая Сибирь, ca. 6.200 km²) und die Belkowski-Insel (Бельковский остров, ca. 500 km²).
Als erster Europäer dürfte der russische Händler Iwan Ljachow 1772–1773 Kotelny besucht haben, Jakow Sannikow entdeckte 1805 die Faddejewski-Insel, 1808–1810 erforschte er gemeinsam mit Mathias von Hedenström die Inseln. Bei dieser Expedition wurden auch die anderen Inseln entdeckt und kartographiert. 1820 kartierte Pjotr Fjodorowitsch Anjou das Gebiet. Nach ihm wurde der Archipel benannt.
Im Norden der Anjou-Inseln wurde lange Zeit die Phantominsel „Sannikow-Land“ vermutet, Hedenström vermutete nördlich der Inselgruppe eine Zufahrt in eine eisfreie Zone des Nordpolarmeers.